# Linda Tubin
Linda Tubin (fins a 1930 Linda Pirn; Laeva vald, 22 d'agost de 1905 - Tallinn, 26 de juny de 1980) va ser una actriu i cantant (soprano) estoniana.
Linda Pirn (Tubin era el cognom del marit) va estudiar a l'escola tècnica de Tartu fins al 1925. Durant els anys 1926-1932, va estudiar cant a l'Escola Superior de Música de Tartu, on va conèixer Eduard Tubin, que hi estudiava composició, i amb qui es va casar la vigília de Nadal de 1930, l'any que ell va acabar els seus estudis. La parella va tenir un fill, Rein, que va néixer el desembre de 1932.
Cap a 1936, els interessos i el treball va anar distanciant Linda Tubin i el seu marit i van decidir separar-se, però ho van mantenir en secret i van guardar les aparences fins al 1941, any en què ell va decidir tornar a casar-se. Ella ja feia algun temps que convivia amb el qui seria la seva parella per sempre, Valdemar Alev.
El 1944, quan Eduard Tubin i la seva segona esposa marxaven del país tot fugint de l'exèrcit rus, Linda Tubin va demanar-li que s'enduguessin amb ells el fill Rein. Temia que els russos l'agafessin com a ostatge per a venjança de la fugida del pare. El vaixell amb què van marxar els va dur a Suècia.
Linda Tubin va treballar al Teatre Vanemuine de 1927 a 1940 i al Teatre Dramàtic de 1940 a 1976. També va actuar el 1965 a la pel·lícula Kylmale maale i el 1968 a la pel·lícula Viini postmark.

## Reconeixement
- 1966: Artista meritori de l'RSS d'Estònia